# Actaea laciniata
Actaea laciniata là một loài thực vật có hoa trong họ Mao lương. Loài này được (S.Watson) J.Compton mô tả khoa học đầu tiên năm 1998.